# Radnice v Nových Hradech
Novohradská radnice byla postavena kolem poloviny 16. století, přesné datum není známo. První písemná zmínka pochází z roku 1553 a jiná, kupní smlouva jednoho z měšťanských domů z roku 1593, uvádí polohu pod radnicí.

## Historie
Radnice ve městě Nové Hrady pochází z poloviny 16. století. Byla vystavěna v renesančním slohu, což dokazují i křížové hřebínkové klenby v přízemí. V roce 1749 budova prodělala barokní přestavbu. Další větší stavební úpravy jsou datovány k roku 1840, kdy byl opraven strop, nainstalovány hodiny a na fasádu vyobrazeny dva znaky, jeden městský a druhý panský. V tento rok byl též pověšen do věžičky nový zvon. Úpravy vyvrcholily v roce 1905 opravou střechy.
Dne 7. září 1906 zachvátil Nové Hrady mohutný požár, který zasáhl i budovu radnice, kterou velmi poškodil. Opravy započaly roku 1907, kdy byla celá stavba renovována.